# Mario Ančić
Mario Ančić (Split, 1984. március 30. –) horvát hivatásos teniszező.

## Életpályája
Karrierje során 3 egyéni és 5 páros ATP-tornát nyert meg.
2002-es wimbledoni Grand Slam-debütálásakor legyőzte Roger Federert, aki ezután zsinórban 65 meccset nyert meg füves borításon. Ančić a 2004-es athéni olimpián, Ivan Ljubičićcsel párban bronzérmet szerzett, majd egy évvel később megnyerték a Davis-kupát Horvátország számára. Eddigi legjobb eredménye Grand Slam-tornán a 2004-es wimbledoni elődöntő volt.
2007 nagy részét mononucleosis, majd egy vállsérülés miatt ki kellett hagynia, kiesett az első 100-ból a világranglistán. A spliti egyetemen jogi végzettséget szerzett, a diplomamunkájában az ATP működéséről írt.
Visszatérése utáni első tornáján Marseille-ben szabadkártyát kapva a döntőig menetelt, ahol végül Andy Murray megállította.
Játéka sokoldalú, kiváló adogatással rendelkezik, nagyszerű röptéző, és az alapvonalról is megbízható.
Húga, Sanja is profi teniszező.

## ATP-döntői

### Egyéni

#### Győzelmei (3)
| Összesítés                                            | Összesítés |
| ----------------------------------------------------- | ---------- |
| Grand Slam-torna                                      | (0)        |
| ATP World Tour Masters 1000 / ATP Masters Series      | (0)        |
| ATP World Tour 500 Series / International Series Gold | (0)        |
| ATP World Tour 250 Series / International Series      | (3)        |
| ATP World Tour Finals / Tennis Masters Cup            | (0)        |

|   | Dátum             | Torna                              | Borítás          | Ellenfél a döntőben | Eredmény a döntőben |
| 1 | 2005. június 13.  | Ordina Open, ’s-Hertogenbosch      | Fű               | Michael Llodra      | 7-5, 6-4            |
| 2 | 2006. június 24.  | Ordina Open, ’s-Hertogenbosch      | Fú               | Jan Hernych         | 6-0, 5-7, 7-5       |
| 3 | 2006. október 29. | St. Petersburg Open, Szentpétervár | Szőnyeg (fedett) | Thomas Johansson    | 7-5, 7-6(2)         |

#### Elvesztett döntői (7)
|   | Dátum                | Torna                               | Borítás          | Győztes           | Ellenfél a döntőben |
| 1 | 2004. február 9.     | Internazionali di Lombardia, Milánó | Szőnyeg (fedett) | Anthony Dupuis    | 4-6, 7-6, 6-7       |
| 2 | 2005. február 21.    | Tennis Channel Open, Scottsdale     | Kemény           | Wayne Arthurs     | 5-7, 3-6            |
| 3 | 2005. október 3.     | Japan Open, Tokió                   | Kemény           | Wesley Moodie     | 6-1, 6-7, 4-6       |
| 4 | 2006. január 9.      | Heineken Open, Auckland             | Kemény           | Jarkko Nieminen   | 2-6, 2-6            |
| 5 | 2006. február 13.    | Open 13, Marseille                  | Kemény (fedett)  | Arnaud Clement    | 4-6, 2-6            |
| 6 | 2006. szeptember 11. | China Open, Peking                  | Kemény           | Márkosz Pagdatísz | 4-6, 0-6            |
| 7 | 2008. február 11.    | Open 13, Marseille                  | Kemény (fedett)  | Andy Murray       | 3-6, 4-6            |

### Páros

#### Győzelmei (5)
|   | Dátum                | Torna                                           | Borítás | Partner         | Ellenfelek a döntőben            | Eredmény a döntőben |
| 1 | 2003. július 21.     | Indianapolis Tennis Championships, Indianapolis | Kemény  | Andy Ram        | Diego Ayala / Robby Ginepri      | 2-6, 7-6(3), 7-5    |
| 2 | 2005. április 24.    | BMW Open, München                               | Salak   | Julian Knowle   | Florian Mayer / Alexander Waske  | 6-3, 1-6, 6-3       |
| 3 | 2006. szeptember 11. | China Open, Peking                              | Kemény  | Mahesh Bhupathi | Michael Berrer / Kenneth Carlsen | 6-4, 6-3            |
| 4 | 2006. szeptember 25. | Kingfisher Airlines Tennis Open, Mumbai         | Kemény  | Mahesh Bhupathi | Rohan Bopanna / Mustafa Ghouse   | 6-4, 6-7(6), 10-8   |
| 5 | 2008. június 16.     | Ordina Open, ’s-Hertogenbosch                   | Fű      | Jürgen Melzer   | Mahesh Bhupathi / Lijendar Pedzs | 7–6(5), 6–3         |

## Eredményei Grand Slam-tornákon
| Grand Slam | Australian Open | Australian Open     | Roland Garros | Roland Garros    | Wimbledon | Wimbledon       | US Open  | US Open         |
| Év         | Eredmény        | Utolsó ellenfél     | Eredmény      | Utolsó ellenfél  | Eredmény  | Utolsó ellenfél | Eredmény | Utolsó ellenfél |
| 2002       | -               | -                   | -             | -                | 2.kör     | Jan Vacek       | 1.kör    | Dominik Hrbaty  |
| 2003       | 4.kör           | Juan Carlos Ferrero | 2.kör         | Andre Agassi     | 1.kör     | Rafael Nadal    | 1.kör    | Jiri Novak      |
| 2004       | 3.kör           | Mark Philippoussis  | 3.kör         | Guillermo Coria  | Elődöntő  | Andy Roddick    | 1.kör    | Olivier Rochus  |
| 2005       | 3.kör           | Marat Szafin        | 3.kör         | David Nalbandian | 4.kör     | Feliciano López | 2.kör    | Novak Đoković   |
| 2006       | 3.kör           | David Ferrer        | 1/4 döntő     | Roger Federer    | 1/4 döntő | Roger Federer   | -        | -               |
| 2007       | 4.kör           | Andy Roddick        | -             | -                | -         | -               | -        | -               |
| 2008       | -               | -                   | 3.kör         | Roger Federer    | 1/4 döntő | Roger Federer   | -        | -               |

## Év végi világranglista-helyezései
| Év       | 1999 | 2000 | 2001 | 2002 | 2003 | 2004 | 2005 | 2006 | 2007 | 2008 |
| Helyezés | 1037 | 547  | 294  | 89   | 74   | 29   | 21   | 9    | 83   | 36   |